# 加賀千代女

千代女像

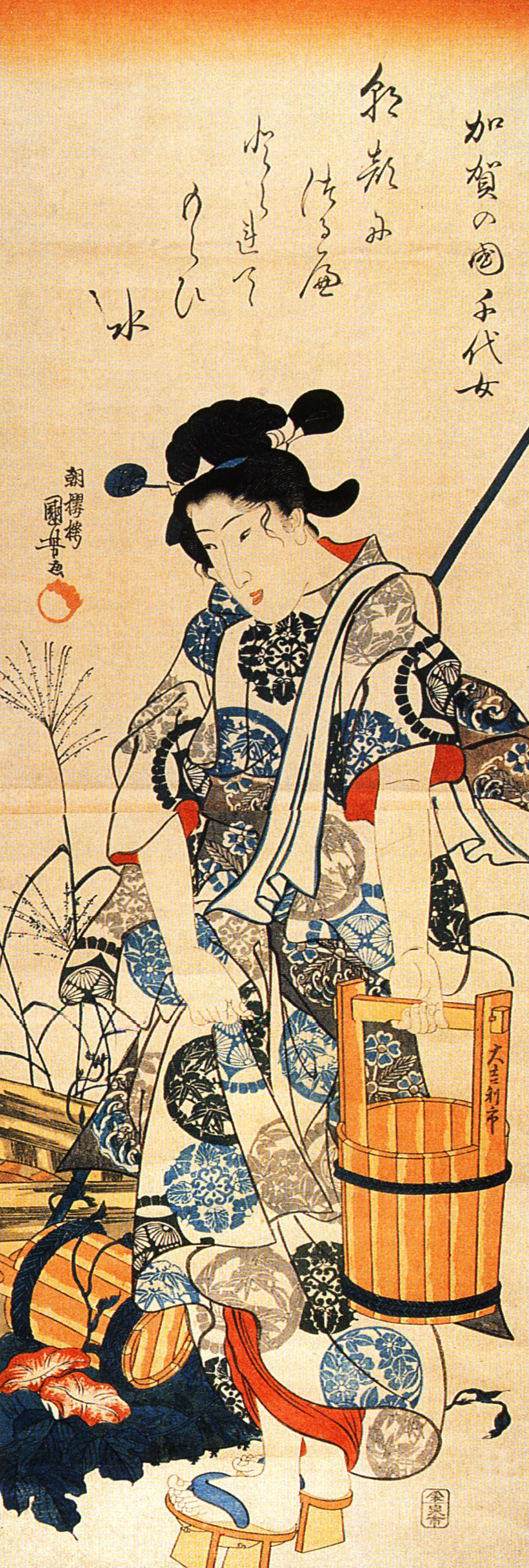
朝顔に つるべ取られて もらい水（歌川国芳画）

加賀千代女（かが の ちよじょ、1703年（元禄16年） - 1775年10月2日（安永4年9月8日））は、俳人。号は草風、法名は素園。千代、千代尼などとも呼ばれる。
朝顔を多く詠っていることから、出身地の旧松任市では市のシンボル、合併後の現・白山市では市の花に選ばれた。白山市では市民による朝顔の栽培が盛んで、同市が毎年開く千代女あさがおまつりで花の出来映えが競われている。白山市中町の聖興寺に、遺品などを納めた遺芳館がある。

## 生涯
加賀国松任（今の白山市）で、表具師福増屋六兵衛の娘として生まれた。一般庶民にもかかわらず、幼いころから俳諧をたしなんでいたという。
12歳の頃、奉公した本吉の北潟屋主人の岸弥左衛門（俳号・半睡、後に大睡）から俳諧を学ぶための弟子となる。16歳のころには女流俳人として頭角をあらわした。
17歳のころ、諸国行脚をしていた各務支考が地元に来ていると聞き、宿に赴き弟子にしてくださいと頼むと、「さらば一句せよ」と、ホトトギスを題にした俳句を詠むよう求められる。千代女は俳句を夜通し言い続け、「ほととぎす郭公（ほととぎす）とて明にけり」という句でついに支考に才能を認められ、指導を受けた。そのことから名を一気に全国に広めることになった。
結婚したか否かについては説がわかれている。結婚説では1720年（享保5年）、18歳のとき金沢の福岡某（一説に金沢大衆免大組足軽福岡弥八）に嫁ぐが、20歳のとき、夫と死別し松任の実家に帰ったとする。結婚に際して、「しぶかろかしらねど柿の初ちぎり」という句を残したという伝があるが、「しぶかろか」の句は千代女の句集になく、結婚経験があるかどうかも確証はない。
30歳のとき、京都で中川乙由にあう。画を五十嵐浚明に学んだ。52歳には剃髪し、素園と号した。72歳のとき、与謝蕪村の『玉藻集』の序文を書く。1775年（安永4年）、73歳で没。辞世の句は、「月も見て我はこの世をかしく哉」。1,700余の句を残したといわれている。

## 誤説
- 「起きてみつ寝てみつ蚊帳の広さかな」が千代女の句として広く流布しているが、実は千代女の作ではなく、彼女以前に元禄時代の浮橋という遊女が詠んだ句である。
- 一茶が引用した「蜻蛉釣り今日は何処まで行ったやら」の句も、生涯1,700余りの句の中になく伝説と見られる。

## 句集
- 「四季帖」
- 「千代尼句集」
- 「松の声」

## 代表的な句
- 朝顔に つるべ取られて もらい水（35歳のときに、朝顔や～ と詠み直される）

正岡子規は俳論書『俳諧大要』でこの句を取り上げ、もらい水という趣向や釣瓶を取られての表現がこのうえなく俗であり、人口に膾炙する句ではあるが俳句とは呼ぶべきではないと断じている。
一方、鈴木大拙などは、「彼女がいかに深く、いかに徹底して、この世のものならぬ花の美しさに打たれたかは、彼女が手桶から蔓をはずそうとしなかった事実によってうなずかれる」（『禅』所収）と絶賛している。また、直筆原稿に「朝顔や」と書かれているものがあることから、金沢では「や」の方を奨励している。
- 月も見て　我はこの世を　かしく哉